# Lepadella mica
Lepadella mica is een raderdiertjessoort uit de familie Lepadellidae. De wetenschappelijke naam van deze soort is voor het eerst geldig gepubliceerd in 1987 door Živkovic.